# Grete Stern

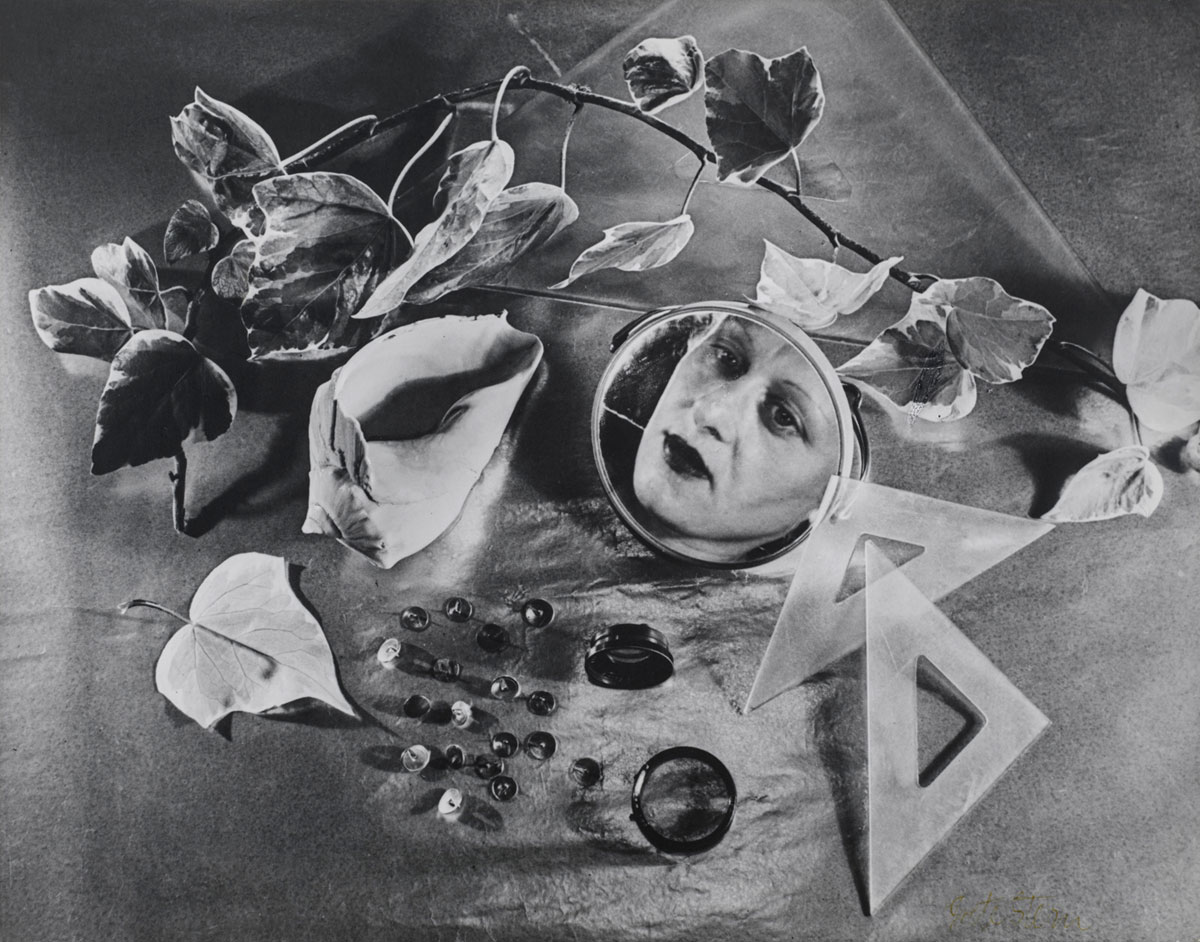
Grete Stern: Autoportrét, 1943

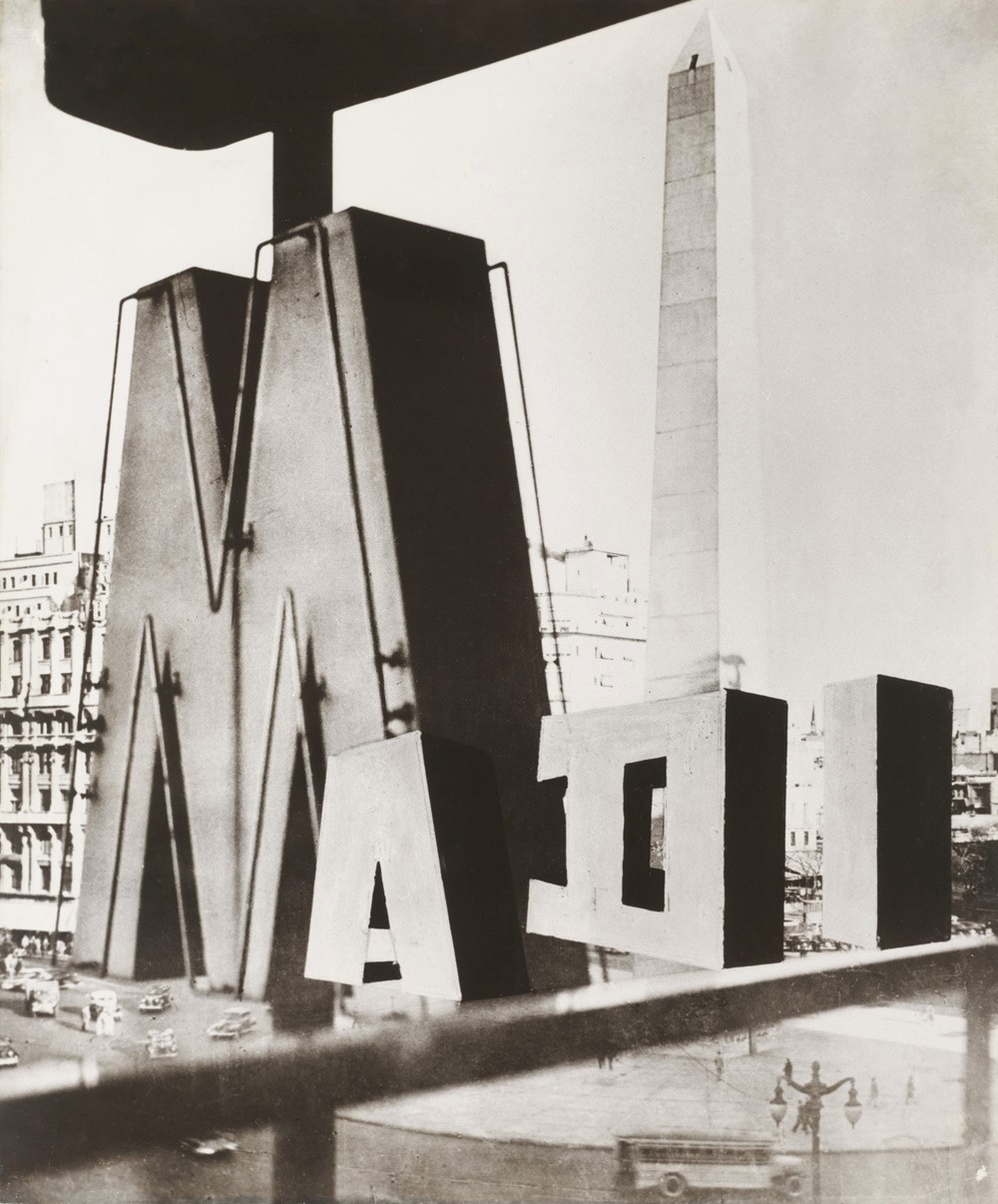
Grete Stern: Návrh loga pro skupinu Madí, 1946

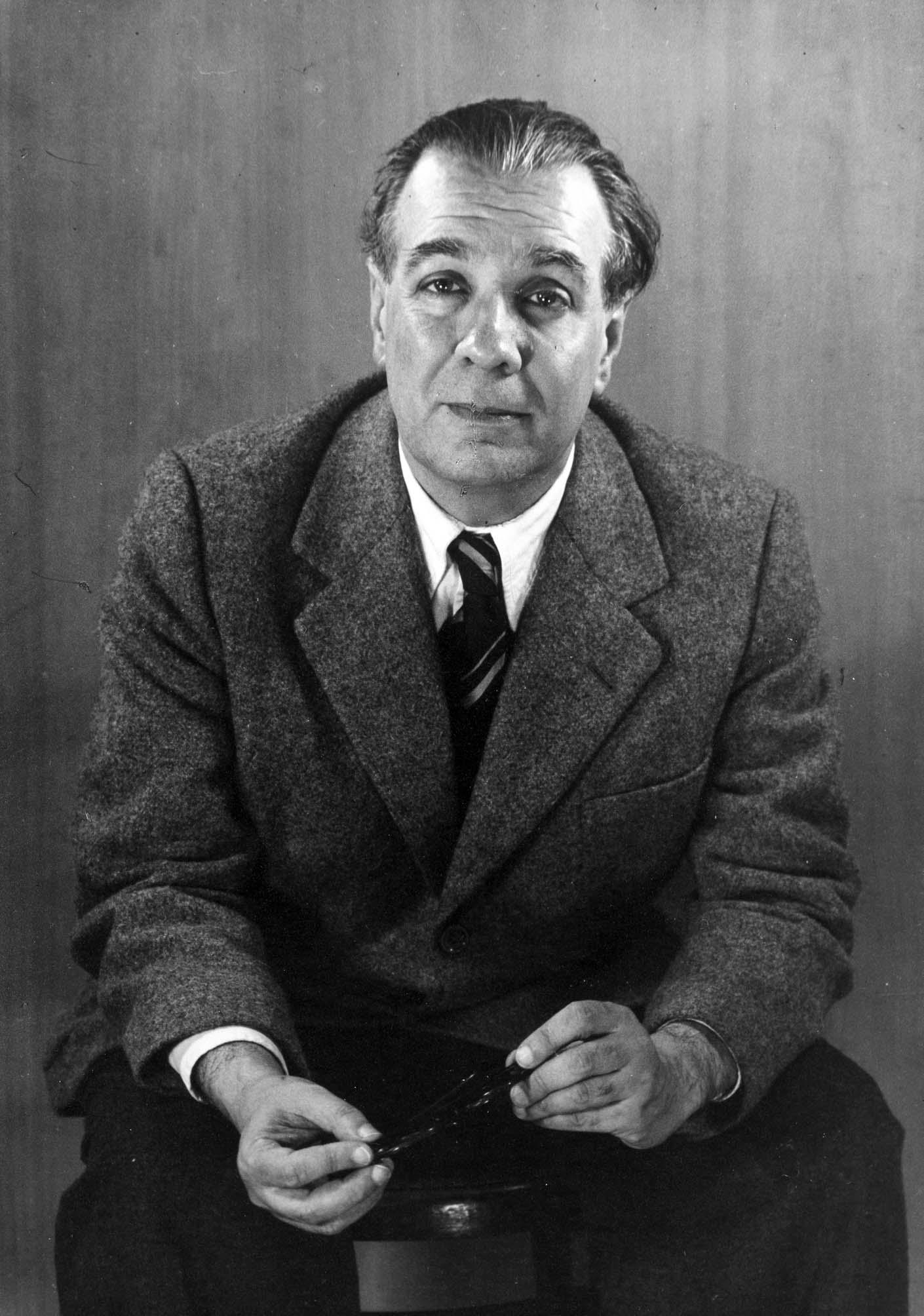
Jorge Luis Borges, 1951

Grete Stern (9. května 1904, Elberfeld – 24. prosince 1999 Buenos Aires) byla německá fotografka a designérka, jejím manželem byl Horacio Coppola. Známou na mezinárodní úrovni se stala ve 30. letech díky spolupráci s umělkyní Ellen Auerbach (tehdy ještě Ellen Rosenberg). Společně založili fotostudio ringl + pit. Její díla byla považována za významnou inovaci v portrétní a reklamní fotografii, ovlivnila celou řadu evropských a amerických umělců. Svým dílem se řadí mezi klasiky, jako jsou Horacio Coppola, Annemarie Heinrich, Anatole Saderman nebo Juan Di Sandro.

## Životopis
Od roku 1923 do roku 1925 studovala na umělecké škole ve Württembergu (nyní Národní akademie výtvarných umění ve Stuttgartu), katedře obrazového umění u profesora F. Ernsta H. Schneidlera. Po krátkodobém působení v oboru byla inspirována fotografií Edwarda Westona a Paula Outerbridge a změnila své zaměření na fotografii. Pak se přestěhovala do Berlína, kde v letech 1925 až 1926 tam a ve Wuppertalu vznikly její první komerční grafické práce (knižní grafika, layout a reklama). Svou první výstavu měla ve Wuppertalu v roce 1926. Na doporučení Otty Umbehra pracovala v letech 1927-1928 na několika fotografických studiích v soukromém ateliéru Waltra Peterhanse v Berlíně. Díky Peterhansovi se setkala s Ellen Rosenbergovou. Dvojice si v bývalé Peterhansově výtvarné dílně vybudovala fotografický ateliér, kde pořizovaly portrétní a reklamní fotografie a pojmenovali ji po svých dvou přezdívkách Ringl (Stern) a Pit (Rosenberg). V roce 1930 následovala první reklamní práce ve spolupráci s obrazovou agenturou Mauritius. Ve stejném roce a ještě v letech 1932-1933 navštěvovala fotografický kurz Waltra Peterhanse v Bauhausu v Dessau a v Berlíně.
Po převzetí moci Národním socialismem v roce 1933 Stern emigrovala do Londýna. Do roku 1936 pracovala jako grafik na volné noze a reklamní fotografka. V těchto letech vznikly portréty, mimo jiné i takových osobností jako byli Bertolt Brecht, Helene Weigel a Karl Korsch.
V roce 1935 se vdala za argentinského fotografa Horacio Coppola (1906–2012), který také studoval v Bauhausu. V roce 1936 se jim narodila dcera Silvia a v témže roce se odstěhovali do Argentiny. V Buenos Aires si v roce 1937 otevřeli s Coppolou reklamní fotografické studio. Jejich moderní dům s ateliérem v Ramos Meija nedaleko Buenos Aires, se stal místem setkávání pro umělce, pokrokové spisovatele a intelektuály, jako byli Jorge Luis Borges, Pablo Neruda, Renate Schottelius, Clément Moreau, María Elena Walsh a psychoanalytička Marie Langer.
Od roku 1948 do roku 1950 pracovala na progresivním urbanickém plánu Plan de Buenos Aires. Od roku 1956 do 1970 pracovala v argentinském Národním muzeu výtvarných umění v Buenos Aires, a také jako fotografka v oddělení v oddělení pro restaurování.
Od roku 1959 do 1960 působila jako odborný asistent fotografie na Univerzitě Resistencia del Chaco.
Jako fotografka pracovala až do roku 1985.

## Výstavy
Výběr výstav:
- 2010/11 - Grete Stern: Vom Bauhaus zum Gran Chaco. Fotoreportagen im Norden Argentiniens (1958-1964), Ethnologisches Museum Berlín (samostatná výstava)[3]
- 2008 – La photographie timbrée, Galerie nationale du Jeu de Paume, Paris (skupinová výstava)
- 2007 – documenta 12, Kassel (skupinová výstava)
- 2006 – Photographic experiments from the collection of IVAM (Institut Valencià d'Art Modern), Nationalmuseum für Zeitgenössische Kunst (MNAC), Bukarest (skupinová výstava)
  - El retrato en la colección de fotografía del IVAM, Centro Cultural Eduardo León Jimenes, Santiago de los Caballeros (skupinová výstava)
- 2005 – Culturas del Gran Chaco, Fundación PROA, Buenos Aires (samostatná výstava)[4]
- 2003 – Arte Abstracto Argentino, Fundación PROA, Buenos Aires (skupinová výstava)
- 2001 – Sueños (dreams), Presentation House Gallery - PHG, North Vancouver, Britská Kolumbie (samostatná výstava)[5]
- 1998 – Arte Madí, Museo Extremeño e Iberoamericano de Arte Contemporáneo MEIAC, Badajoz (skupinová výstava)
- 1985 – La photographie du Bauhaus, Musée d´art contemporain de Montréal, Montreal, QC (skupinová výstava)

## Galerie

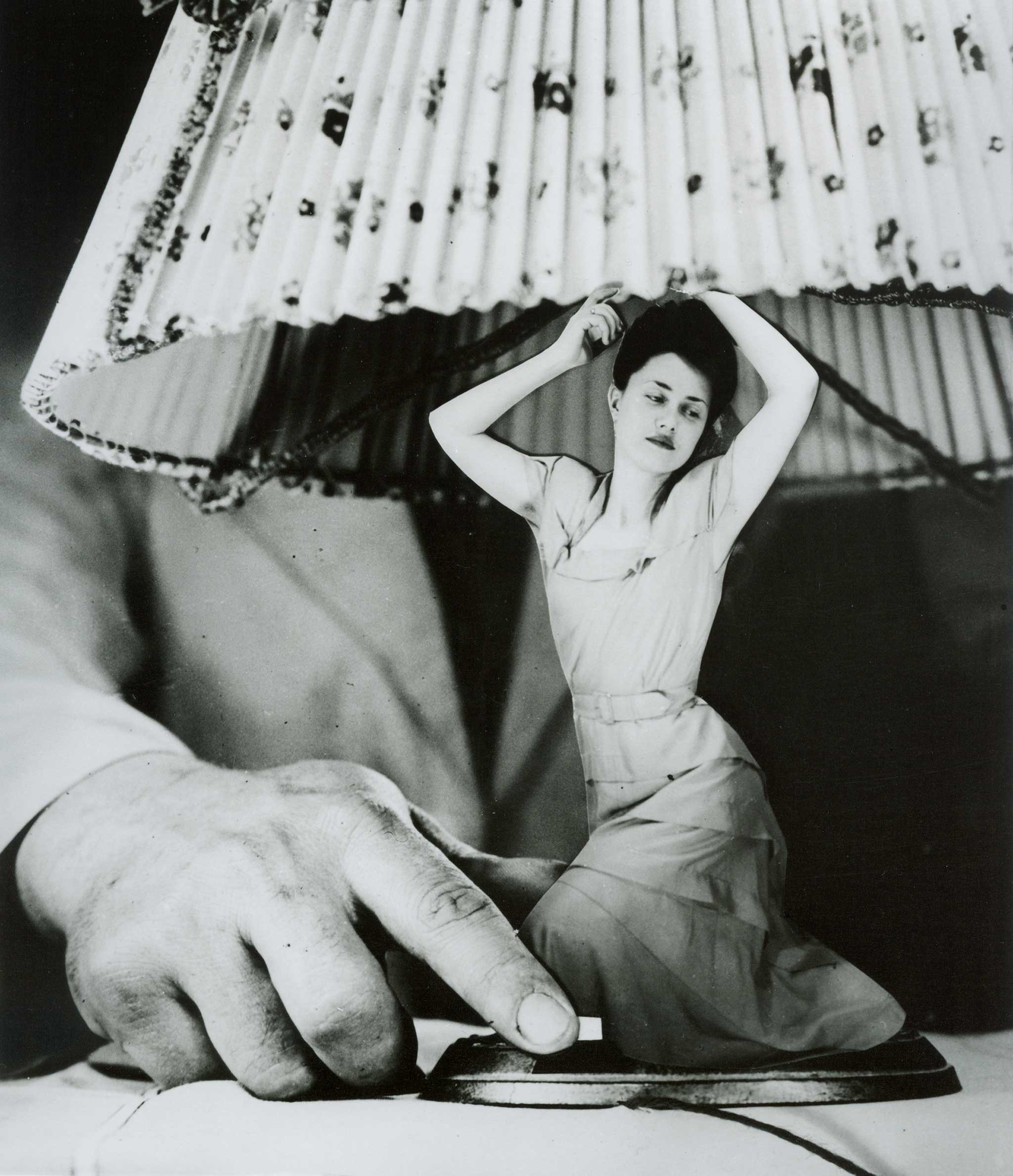
Artículos eléctricos para el hogar, 1950
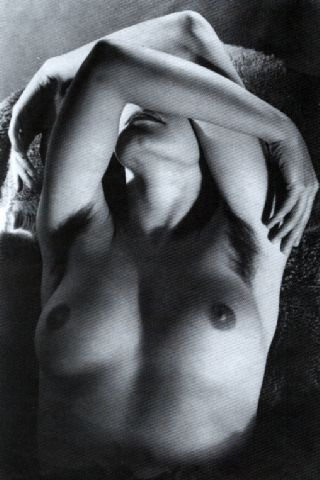
Desnudo III, 1946
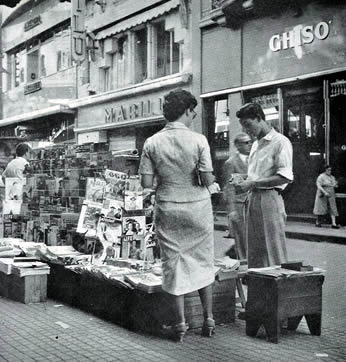
Novinový stánek v Buenos Aires, 1956
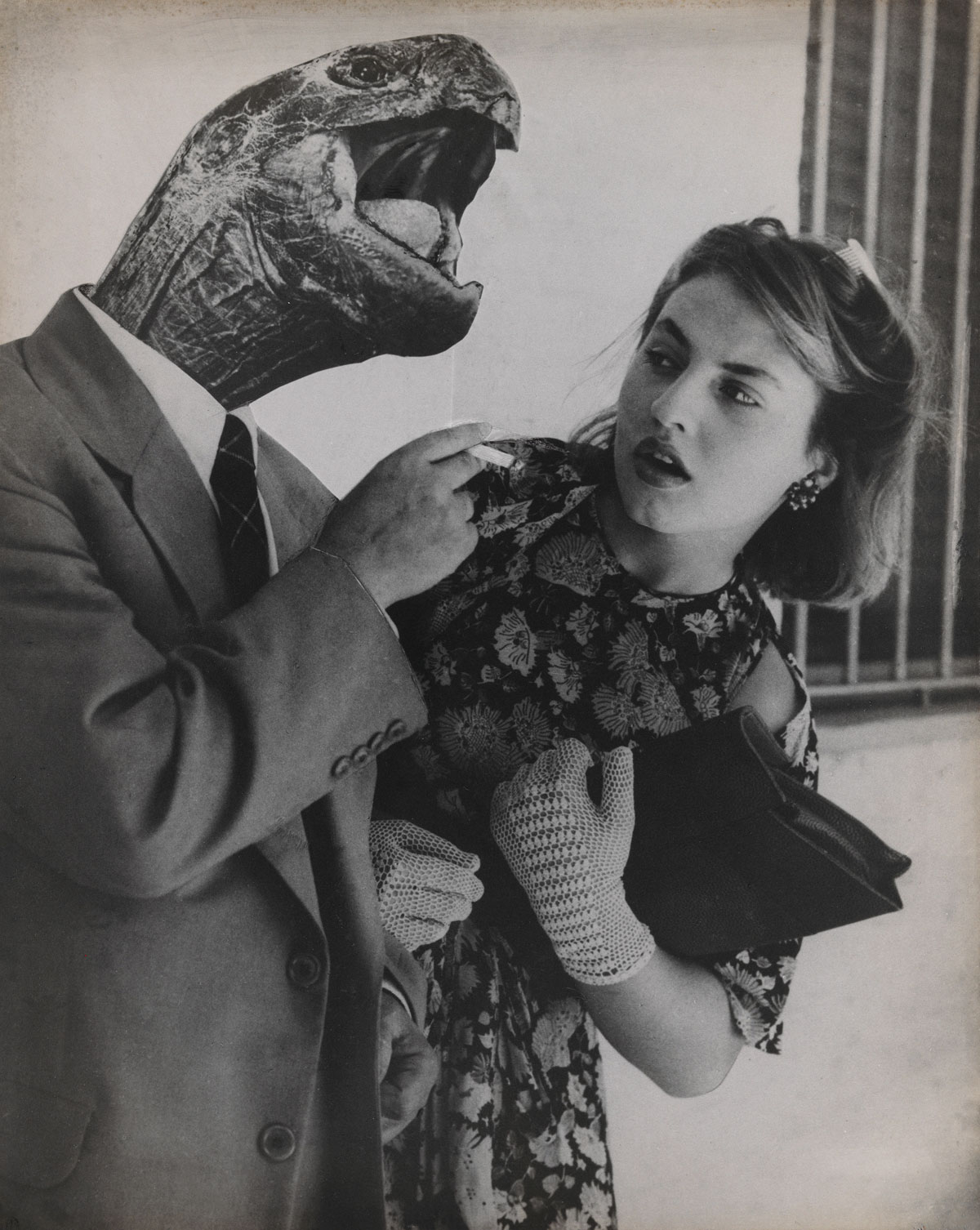
Sueño No. 28. Love without Illusion, 1951
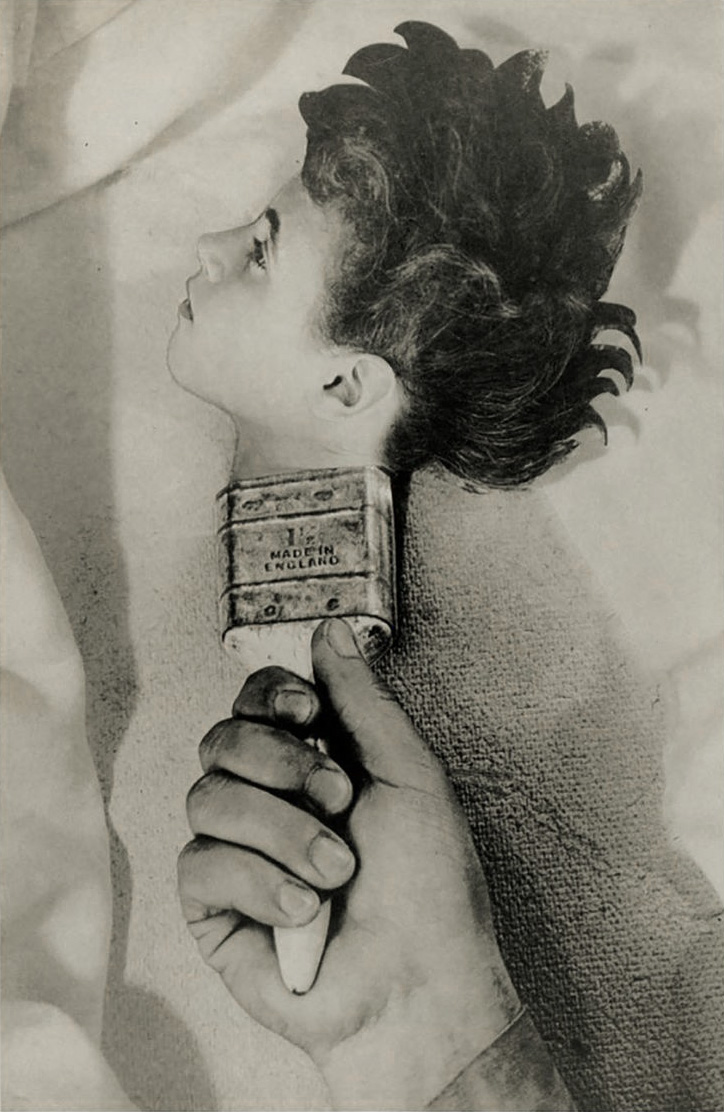
Sueño No. 31. Made in England, 1950